# Pont d'Hastière-Lavaux
Le pont d'Hastière-Lavaux, mieux connu sous le nom de pont d'Hastière, est un pont en poutre franchissant la Meuse, dans la province de Namur, en Belgique. Portant la route nationale 915, il assure la jonction entre Hastière-Lavaux et Hastière-par-delà en franchissant la Meuse sur environ 240 mètres de longueur et près de 16 mètres de largeur, ainsi que deux bretelles rejoignant la route nationale 96 du côté d'Hastière-Lavaux. C'est le deuxième pont sur la Meuse en Belgique en venant de la France, dans le sens du courant du fleuve.
Aménagement d'importance pour la commune d'Hastière, il permet de relier les deux sections les plus peuplées de la commune wallonne.

## Localisation
Le pont se situe entre les sections d'Hastière-Lavaux et d'Hastière-par-delà de la commune namuroise de Hastière en région wallonne. Ce pont est le second que l'on rencontre en Belgique après avoir franchi la frontière franco-belge à 5,5 km de là. En amont, le pont est précédé par l'écluse 1 dite d'Hastière à 1,45 km et par le pont de Heer-Agimont à 5,3 km ; alors qu'en aval, il est suivi par l'écluse 2 dite de Waulsort à 3,35 km et le viaduc Charlemagne à 11,15 km.

## Description de l'ouvrage
Le pont est un pont en poutre-caisson à hauteur variable du même style que le pont de Shibanpo en Chine. Sur la rive droite, il débute par un terre-plein jusqu'au quai puis est composé de deux travées avec un pilier dans la Meuse. Un second pilier coupe la route nationale 96 pour relier les bretelles. Ensuite, quatre rangées de deux piliers soutiennent la dernière travée qui se termine en terre-plein. Le tout est en béton précontraint.